# Conus amphiurgus
Conus amphiurgus är en snäckart som beskrevs av Dall 1889. Conus amphiurgus ingår i släktet Conus och familjen kägelsnäckor. Inga underarter finns listade i Catalogue of Life.

## Bildgalleri

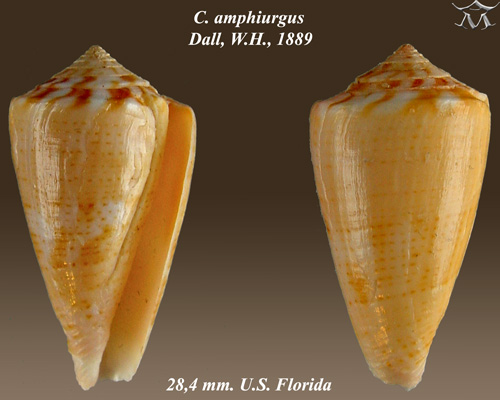